# Vicente Arze
Vicente Arze Camacho (Santa Cruz de la Sierra, 22 novembre 1985) è un ex calciatore boliviano, di ruolo centrocampista.

## Carriera

### Club
Ha giocato nella massima serie dei campionati boliviano, ungherese, belga, iraniano ed ucraino.

### Nazionale
Tra il 2013 e il 2014 ha giocato tre partite con la nazionale boliviana.

## Palmarès

### Club

#### Competizioni nazionali
- Campionato iraniano: 1

Esteghlal: 2012-2013